# Показне (Баштанський район)
Показне́ — село в Україні, у Вільнозапорізькій сільській громаді Баштанського району Миколаївської області. Населення становить 86 осіб.